# Andrzej Szeptycki

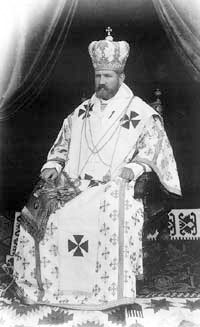
Metropolita w szatach pontyfikalnych

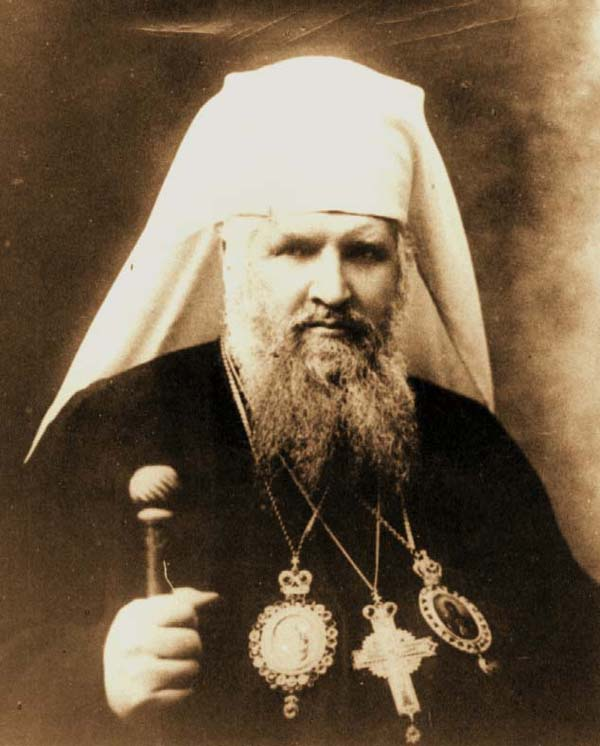
Metropolita Szeptycki podczas pobytu w Rzymie 1921

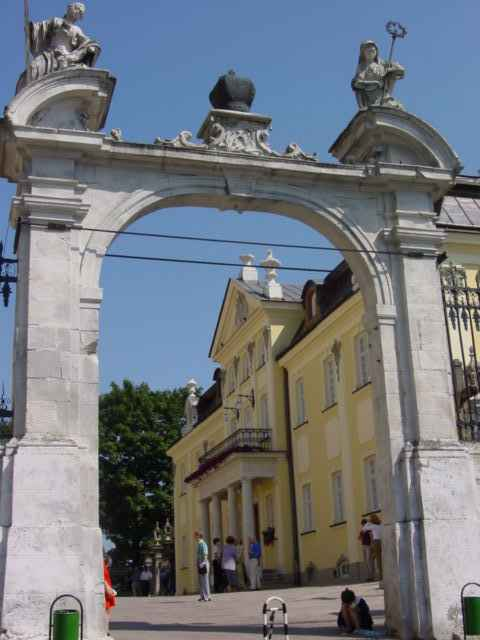
Lwów, pałac metropolitów greckokatolickich, XVIII wiek

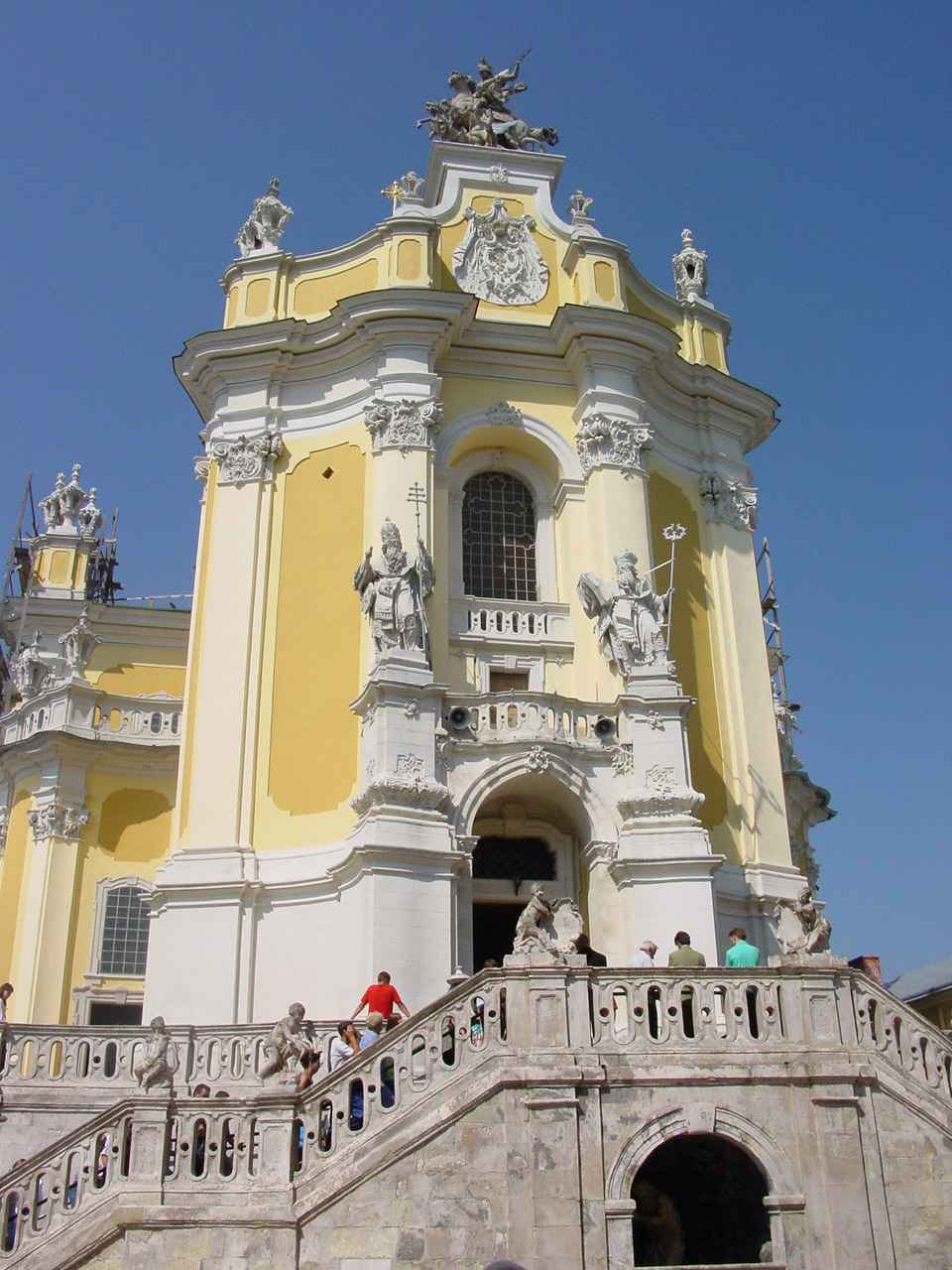
Fasada soboru św. Jura. Na szczycie św. Jerzy walczący ze smokiem

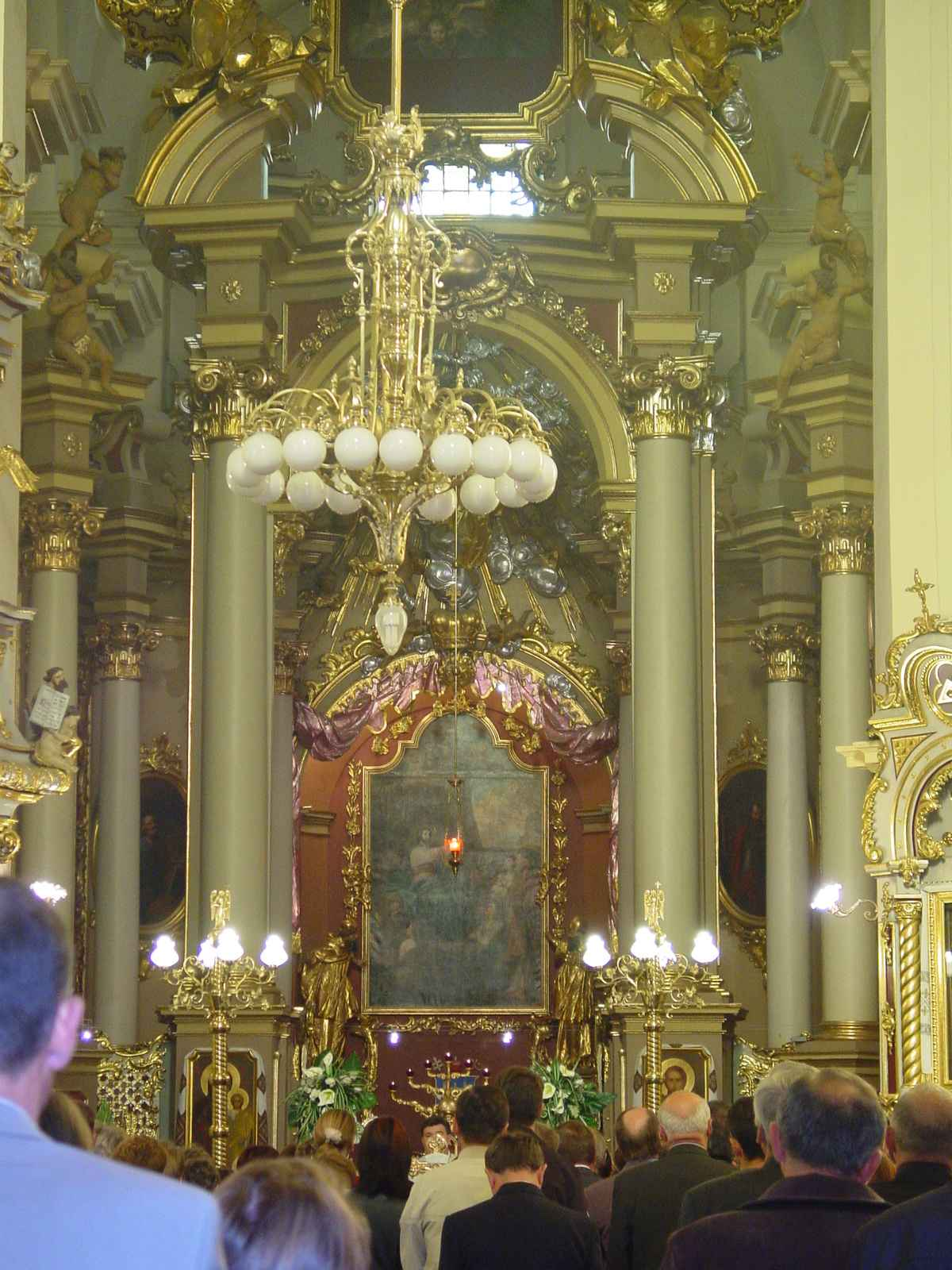
Wnętrze soboru

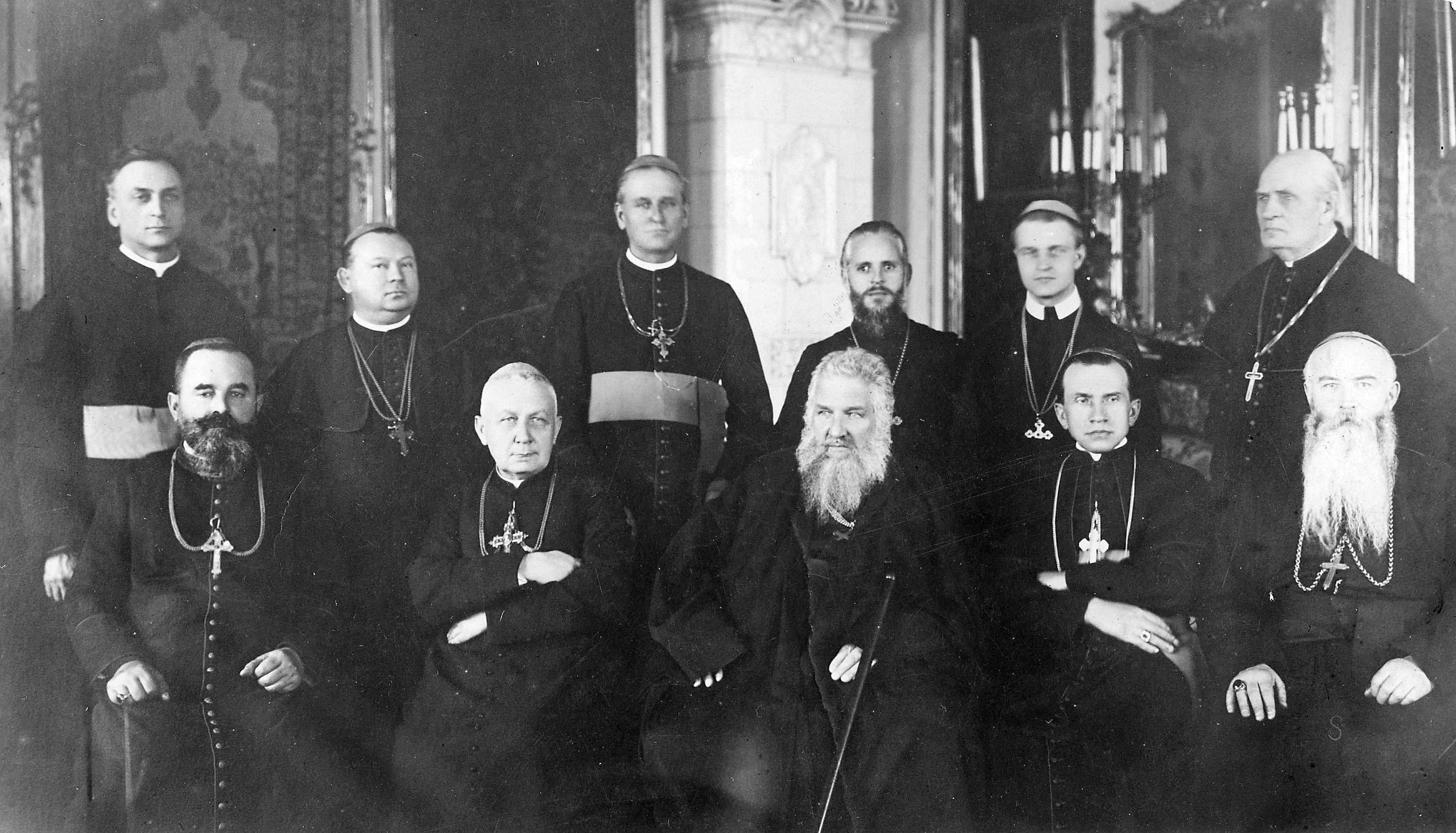
Abp metropolita Andrzej Szeptycki wśród biskupów greckokatolickich podczas spotkania we Lwowie, 12.1927. Obok metropolity siedzą: bp Grzegorz Chomyszyn, bp Nikita Budka, bp Jozafat Kocyłowski.

Andrzej Szeptycki OSBM, właściwie hrabia Roman Maria Aleksander Szeptycki (ukr. Андрей Шептицький, ur. 29 lipca 1865 w Przyłbicach, zm. 1 listopada 1944 we Lwowie) – duchowny greckokatolicki, w latach 1899–1900 biskup stanisławowski, w latach 1900–1944 arcybiskup metropolita lwowski i halicki, biskup kamieniecki. Czcigodny Sługa Boży Kościoła katolickiego.

## Dzieciństwo i młodość
Był synem hrabiego Jana Kantego Remigiana Szeptyckiego (1836–1912) i Zofii Ludwiki Cecylii Konstancji Szeptyckiej, hrabianki Fredro (1837–1904), córki Aleksandra Fredry.
Ochrzczony w obrządku rzymskokatolickim został w kościele pw. św. Trójcy w Bruchnalu. Jesienią 1879 rozpoczął naukę w klasie V gimnazjum św. Anny w Krakowie. W 1883 ukończył gimnazjum, 1 października 1883 rozpoczął jednoroczną służbę wojskową w armii Austro-Węgier, w pułku huzarów w Krakowie. Po ukończeniu służby studiował prawo na Uniwersytecie Jagiellońskim w Krakowie, następnie we Wrocławiu (od 23 października 1884 do 28 stycznia 1886), gdzie obronił doktorat w 1888.
Jesienią 1886 wyjechał do Rzymu, uzyskując audiencję u papieża Leona XIII. Jesienią i zimą 1887 podróżował po Imperium Rosyjskim, gdzie spotkał się m.in. z Władimirem Sołowjowem i Wołodymyrem Antonowyczem, tej samej zimy powtórnie wyjechał do Rzymu.

### Rodzina
Pierwsza wzmianka o protoplaście rodu – Fiodorze z Szeptyc, pochodzi z 1469, kiedy to Kazimierz Jagiellończyk, wracając ze Lwowa, potwierdził w Gródku jemu oraz jego bratankom Fiodorowi, Hlebowi i Sieńce dziedziczne posiadanie wsi Szeptyce, Woszczańce i Kanafosty.
W XVIII wieku Bazyli, Atanazy i Leon Ludwik Szeptycki sprawowali kolejno w latach 1708–1779 posługę biskupa ordynariusza lwowskiego obrządku greckokatolickiego, Atanazy Szeptycki był fundatorem, Leon Szeptycki mecenasem archikatedry Świętego Jura we Lwowie.
W 1871 Jan Kanty Szeptycki został dopuszczony do austriackiego dziedzicznego tytułu hrabiowskiego.
Andrzej Szeptycki był spokrewniony z Wiśniowieckimi i Ledóchowskimi, po ojcu nosił tytuł hrabiego. Był w ówczesnej polskiej opinii publicznej postacią kontrowersyjną. Skomplikowane były dzieje rodziny Szeptyckich, w której istniała polsko-ukraińska świadomość narodowa.
Oto kilka przykładów:
- Andrzej Szeptycki był duchowym przywódcą Ukraińców.
- jeden z braci – błogosławiony Kazimierz (o. Klemens), Sprawiedliwy wśród Narodów Świata – był archimandrytą zakonu studytów. Zmarł 1 maja 1951 roku w więzieniu sowieckim we Włodzimierzu nad Klaźmą.
- kolejny z braci – Stanisław – był austriackim i polskim generałem, gubernatorem Generalnego Gubernatorstwa Lubelskiego w Królestwie Polskim (kwiecień 1917 – luty 1918)[5], dowódcą armii Wojska Polskiego w wojnie polsko-bolszewickiej, ministrem spraw wojskowych II Rzeczypospolitej (1923). W 1922 wkraczał na czele polskich wojsk do odzyskanych Katowic.
- 27 września 1939, w trakcie agresji ZSRR na Polskę, w rodowym majątku Szeptyckich w Przyłbicach, funkcjonariusze NKWD zamordowali jego brata Leona wraz z żoną Jadwigą, etnografem, kolekcjonerką i miłośniczką pieśni ukraińskich.
- Bratanek i zarazem chrześniak metropolity, noszący to samo imię (syn Leona), Andrzej Szeptycki był klerykiem rzymskokatolickim. Będąc dopiero na pierwszym roku w seminarium we Lwowie, jako oficer rezerwy otrzymał zezwolenie biskupa na udanie się na front. Został zamordowany przez NKWD w Katyniu.
- 19 czerwca 1940 Gestapo zamęczyło w Rotundzie Zamojskiej brata metropolity – Aleksandra, właściciela majątków Łabunie i Łaszczów. Był on jedną z ofiar skierowanej przeciw polskim elitom niemieckiej Akcji AB.

## Kariera duchowna
2 czerwca 1888 wstępując do nowicjatu bazylianów w Dobromilu porzucił życie świeckie. 1 lipca 1888 przyjął podczas obłóczyn imię zakonne Andrej. Po krótkim stażu zakonnym został wysłany w czerwcu 1891 przez generała zakonu bazylianów na Bukowinę, do monasteru w Białokiernicy w celu przeprowadzenia istotnych reform w tamtejszych klasztorach unickich. Po wykonaniu tego zadania wraca do Galicji opromieniony sławą organizatora o europejskim formacie. W 1890 – jeszcze przed święceniami kapłańskimi – został przeorem. Śluby zakonne złożył w monasterze w Krystynopolu 11 sierpnia 1892, zaś 3 września w Przemyślu został wyświęcony przez biskupa Juliana Pełesza (prymicja odbyła się 11 września w Przyłbicach).
2 lutego 1899 mianowany biskupem ordynariuszem stanisławowskim (sakrę przyjął 13 września 1899), gdzie prowadzi żywe kontakty z moskalofilami.
31 października 1900 został mianowany przez papieża Leona XIII metropolitą halicko-lwowskim (urząd objął 17 stycznia 1901).
Był rzecznikiem idei zjednoczenia prawosławia z grekokatolicyzmem, a także zjednoczenia wszystkich Ukraińców w jednym obrządku. Od 1903 przez kilka lat prowadził korespondencję z prawosławnym arcybiskupem wołyńskim i żytomierskim Antonim (Chrapowickim), w toku której obydwaj hierarchowie usiłowali przekonać się wzajemnie do dogmatycznych racji swoich wyznań.

## Działalność religijna i polityczna w Galicji i II Rzeczypospolitej

### W Galicji
W latach 1901–1914 był posłem na Sejm Krajowy Galicji i wicemarszałkiem izby do początku 1912, zastąpiony przez Kostiantyna Czechowycza. W latach 1903–1914 członek Izby Panów Reichsratu Przedlitawii w Wiedniu. Od tego czasu konsultowano z nim wszystkie ważniejsze wydarzenia ukraińskiego życia politycznego Galicji Wschodniej. Przyczynił się do założenia w 1900 we Lwowie pisma Mołoda Ukrajina. Założył we Lwowie Ukraińskie Muzeum Narodowe. W 1908 roku Szeptycki w zdecydowany sposób potępił zabójstwo polskiego namiestnika Galicji, Andrzeja Potockiego, dokonane przez ukraińskiego studenta Myrosława Siczynskiego. Metropolita wspierał porozumienie polsko-ukraińskie w Galicji, którego konsekwencją miała stać się przygotowywana demokratyzacja ordynacji wyborczej do Sejmu Krajowego Galicji. Na przeszkodzie realizacji tych zamierzeń stanął wybuch I wojny światowej. W 1914 r. został odznaczony Orderem Korony Żelaznej I klasy.

### I wojna światowa
Z wybuchem I wojny światowej metropolita Szeptycki wiązał duże nadzieje na rozszerzenie grekokatolicyzmu na wschód, jak również na położenie fundamentów pod przyszłą unifikację religijną i polityczną narodu ukraińskiego.
We wrześniu 1914 został aresztowany przez okupujących Lwów Rosjan, następnie internowany – oficjalnie za uprawianie prozelityzmu wśród prawosławnych. Aresztowanie spowodowało znaczny wzrost jego popularności w kręgach ukraińskich.
Rosyjski gubernator wojenny Galicji hr. Gieorgij Bobrinski, próbując realizować politykę rusyfikacji Galicji Wschodniej, dokonał jednocześnie masowych aresztowań ukraińskich działaczy narodowych i społecznych, dokonując ich zsyłki w głąb Imperium Rosyjskiego. Bobrinski wprowadził na terenie okupowanym podział na gubernie, zamknął szkoły z Uniwersytetem Lwowskim na czele, sprowadził prawosławnego biskupa Eulogiusza (Gieorgijewskiego) i mianował go administratorem Cerkwi na terenach okupowanych.
Metropolita Szeptycki był najbardziej prominentnym zesłańcem. Deportowany do Kijowa, po zwycięstwie rewolucji lutowej w Rosji i obaleniu caratu zwolniony z aresztu domowego przez Aleksandra Kiereńskiego. Wyjechał wtedy do Piotrogrodu na rozmowy z demokratycznym rządem rosyjskim, dotyczące statusu Ukrainy Naddnieprzańskiej. Po powstaniu Ukraińskiej Centralnej Rady metropolita powrócił do Kijowa na rozmowy z przedstawicielami Rady o koordynacji działań na rzecz niepodległości Ukrainy i zjednoczenia narodowego. Uzyskał z kolei od nich zapewnienie, że kościół greckokatolicki odegra doniosłą rolę w budowie ukraińskiej państwowości.
Po rozmowach w Kijowie metropolita, poprzez neutralne: Szwecję i Danię, następnie Niemcy powrócił do Austro-Węgier, gdzie został przyjęty na audiencji przez cesarza Karola I. Planował wyjazd do Stolicy Apostolskiej, jednak władze Włoch, będących w stanie wojny z Austro-Węgrami, wskutek protestów dyplomacji francuskiej i rosyjskiej odmówiły mu pozwolenia na wjazd. Wrócił do Lwowa 10 września 1917 i skoncentrował się na odbudowie ukraińskiego życia religijnego. Po podpisaniu 9 lutego 1918 w Brześciu traktatu pokojowego między Państwami Centralnymi a Ukraińską Republiką Ludową, którego metropolita Szeptycki był zagorzałym zwolennikiem, wyjechał do Wiednia, gdzie 28 lutego 1918 wygłosił w Izbie Panów wystąpienie, w którym odwołał się do prawa samostanowienia i samookreślenia narodów, powołując się na ogłoszone 8 stycznia 1918 czternaście punktów Wilsona.

### Zachodnioukraińska Republika Ludowa, wojna polsko-ukraińska i wojna polsko-bolszewicka
Już 1 listopada 1918 rano metropolita został poinformowany przez ukraińskich oficerów o przejęciu władzy we Lwowie i proklamowaniu niepodległej państwowości ukraińskiej w Galicji Wschodniej (od 14 XII 1918 – Zachodnioukraińskiej Republiki Ludowej). Został posłem Ukraińskiej Rady Narodowej ZURL jako członek Izby Panów.
W obliczu konfliktu polsko-ukraińskiego Andrzej Szeptycki opowiedział się po stronie ukraińskiej. Za tą decyzją stało jego samookreślenie narodowe i wizja, że poprzez utworzenie niepodległej Ukrainy uda się zjednoczyć Cerkiew prawosławną na Ukrainie z Cerkwią Greckokatolicką. W całej metropolii halicko-lwowskiej odprawiono nabożeństwa w intencji narodu i państwa ukraińskiego, we Lwowie metropolita celebrował je 3 listopada. Zarówno hierarchia greckokatolicka, jak i rzymskokatolicka, udzieliły poparcia przeciwnym stronom konfliktu, jednak współpracowały ze sobą, jeśli chodzi o starania o uwolnienie aresztowanych duchownych czy humanitarne prowadzenie działań zbrojnych. Metropolici: rzymskokatolicki (abp Józef Bilczewski) i greckokatolicki (abp Andrzej Szeptycki) wydali wspólne odezwy: 16 listopada – w sprawie zaprzestania walk i 14 grudnia – o wymianę jeńców wojennych. Po wycofaniu się Ukraińskiej Armii Halickiej z miasta metropolita znalazł się w areszcie domowym w pałacu arcybiskupim. 26 czerwca 1919, podczas wizyty Naczelnika Państwa Józefa Piłsudskiego we Lwowie, Miejska Straż Obywatelska Lwowa pod pretekstem rzekomo przygotowanego na Szeptyckiego zamachu, otoczyła pałac arcybiskupi, uniemożliwiając metropolicie udział w wyznaczonym wcześniej spotkaniu z Piłsudskim i zabroniła metropolicie opuszczać pałac.
W kwietniu 1920 Andrzej Szeptycki poparł sojusz polsko-ukraiński wyrażony w układzie Piłsudski-Petlura i nie pogodził się z opuszczeniem ukraińskiego sojusznika przez Polskę w czasie rokowań rozejmowych pomiędzy Polską a RFSRR i ostatecznym kształtem polsko-sowieckiego traktatu pokojowego, z pominięciem Ukraińskiej Republiki Ludowej.

### Okres międzywojenny
16 grudnia 1920 roku Andrzej Szeptycki udał się do Rzymu, gdzie przebywał do marca roku następnego. Pretekstem do wyjazdu była zaległa wizyta ad limina apostolorum, na którą władze polskie wyraziły zgodę, natomiast faktycznie podróż miała na celu czynienie starań (obok emigracyjnego rządu ZURL) u zachodnich rządów o uznanie suwerenności Zachodnioukraińskiej Republiki Ludowej na terenie Galicji Wschodniej. Szeptycki uważał, że Ententa jest formalnym mandatariuszem Galicji Wschodniej, a przekazując ją Polsce zdradziła Ukraińców, gdyż obszar ten powinien stanowić niepodległe państwo ukraińskie. Twierdził, że Polacy nie są w stanie obronić swojej niepodległości, a ponadto sami są imperialistami i wynaradawiają Ukraińców. Według polskich dyplomatów, pełniących misję w krajach, po których podróżował (Belgia, Holandia, Francja, Anglia), jego działalność była szkodliwa dla państwa polskiego z powodu uznawania emigracyjnego rządu Petruszewycza i dążenia do umiędzynarodowienia kwestii Galicji Wschodniej. Głoszone przez Szeptyckiego za granicą poglądy krytykowali również: arcybiskup metropolita krakowski Adam Stefan Sapieha i arcybiskup lwowski obrządku ormiańskiego Józef Teofil Teodorowicz.
W Watykanie rozważany był nawet projekt odsunięcia metropolity Szeptyckiego od posługi w diecezji i przeniesienia go do Rzymu w celu zastąpienia jego osoby inną, bardziej ugodową w stosunkach z państwem polskim, poseł RP Władysław Skrzyński sugerował nominację Szeptyckiego na metropolitę greckokatolickiego w Stanach Zjednoczonych. Innym wyrazem poparcia Watykanu dla stanowiska Polski było zdementowanie w gazecie watykańskiej L’Osservatore Romano zarzutów Szeptyckiego na niewłaściwe traktowanie Ukraińców w Polsce. Również premier sprzymierzonej z Polską Francji Aristide Briand, podczas udzielonej w 1921 Szeptyckiemu audiencji oświadczył, że rząd francuski kwestię Galicji Wschodniej uważa za wewnętrzną sprawę Rzeczypospolitej i sugerował bezpośrednie porozumienie Ukraińców z Warszawą, deklarując poparcie dla takich rozmów.
W sierpniu 1921 metropolita udał się do Kanady, a następnie do Stanów Zjednoczonych, gdzie przyjął go na audiencji prezydent USA Warren Harding. 23 listopada 1921 osobiście złożył w Departamencie Stanu USA memorandum, w którym stwierdził, że Rada Najwyższa przekazała Polsce Galicję Wschodnią pod wrogą i obcą okupację. Prowadził zbiórkę funduszy na rzecz głodujących ukraińskich i polskich sierot w Galicji Wschodniej, wspierał ukraińską pożyczkę dolarową, apelował o umożliwienie powrotu do Galicji ukraińskim emigrantom politycznym. Nie prowadził otwartej agitacji politycznej. Niektóre wystąpienia Szeptyckiego w USA miały jednak charakter polityczny – opowiadał się jednoznacznie za niepodległością Ukrainy. W marcu 1922 udał się do Brazylii, po pomoc dla ludności Ukrainy. Nie został przyjęty przez prezydenta da Silvę, a prymas kardynał Cavalcani odmówił mu poparcia. W sierpniu 1922 poprzez USA i Kanadę powrócił do Europy. W marcu 1923 na osobistej audiencji u kolejnego premiera Francji Raymonda Poincaré uzyskał zapewnienie, że prawa Ukraińców w Galicji będą zagwarantowane. Jednak dalsze zabiegi dyplomatyczne Szeptyckiego o uzyskanie gwarancji dla autonomii Galicji Wschodniej nie przyniosły skutków.
Po ostatecznym uznaniu przez aliancką Radę Ambasadorów suwerenności Polski nad Galicją Wschodnią (15 marca 1923) i samorozwiązaniu następnego dnia rządu Zachodnioukraińskiej Republiki Ludowej Jewhena Petruszewycza, Andrzej Szeptycki zadecydował o powrocie w granice Polski. Polska opinia publiczna była zbulwersowana faktem powrotu Szeptyckiego, ponieważ prasa polska szeroko relacjonowała jego postawę podczas podróży zagranicznej.
Warunkiem rządu RP dla udzielenia metropolicie (po interwencji Watykanu) wizy wjazdowej do Polski, było ogłoszenie przezeń listu pasterskiego do grekokatolików, wzywającego do posłuszeństwa władzy państwowej i złożenie deklaracji lojalności wobec państwa polskiego. Deklaracja taka nie padła, związany z endecją minister spraw zagranicznych Marian Seyda próbował bezskutecznie uniemożliwić wyjazd Szeptyckiego z Rzymu. Metropolita wyruszył koleją do Polski. W związku z tym Komitet Polityczny Rady Ministrów podjął decyzję o zatrzymaniu Szeptyckiego podczas przekraczania granicy i przedłożeniu mu deklaracji lojalności. W nocy z 22 na 23 sierpnia 1923 został zatrzymany na granicy polsko-czechosłowackiej mając zamiar dotrzeć do Lwowa, przewieziony do klasztoru sióstr szarytek w Poznaniu, gdzie przez następne dwa miesiące przebywał w areszcie domowym. Kontaktował się wówczas z rządem polskim za pośrednictwem biskupa Jozafata Kocyłowskiego. Po ogłoszeniu we Lwowskich Wiadomościach Archidiecezjalnych nowego listu pasterskiego i złożeniu 4 października 1923 na ręce prezydenta Stanisława Wojciechowskiego, w czasie osobistej audiencji, deklaracji lojalności wobec państwa polskiego, zezwolono na powrót metropolity do archikatedry Świętego Jura.
Po powrocie Szeptyckiego i zobowiązaniu się do lojalności wobec Polski jego działania polityczne nie ustały. W konsekwencji ze strony polityków endecji pojawiały się w dalszym ciągu propozycje odsunięcia metropolity z zajmowanego stanowiska. Jeden z czołowych działaczy Związku Ludowo-Narodowego Stanisław Grabski pisał: Dyplomacja polska powinna znaleźć argumenty, by wytłumaczyć w Watykanie, że po tych krwawych walkach w Małopolsce Wschodniej potrzebny jest inny pasterz metropolii lwowskiej.
Andrzej Szeptycki potępiał działalność terrorystyczną i sabotażową OUN, w tym m.in. zabójstwo Iwana Babija.
W roku 1938, wobec rozpoczętej przez władze administracyjne województwa lubelskiego przy użyciu Wojska Polskiego masowej akcji burzenia cerkwi i kaplic prawosławnych na Chełmszczyźnie i Polesiu lubelskim, metropolita Szeptycki wydał list pasterski, protestując przeciw takim działaniom. List pasterski został opublikowany w piśmie „Meta” z 28 sierpnia 1938. Numer został skonfiskowany przez administrację, krążył jednak w odbitkach wśród ludności ukraińskiej.
W 1938 Szeptycki wsparł utworzenie autonomicznej Ukrainy Karpackiej w obrębie Czecho-Słowacji, a następnie niepodległość Karpato-Ukrainy.
W 1930 stan zdrowia metropolity pogorszył się. W czasie służby wojskowej w armii Austro-Węgier przeszedł ciężko szkarlatynę z powikłaniami (zapalenie stawów), co wywołało w konsekwencji przewlekły gościec (reumatyzm). W latach 30. XX wieku chodził początkowo o kulach, później poruszał się na wózku inwalidzkim, choroba postępowała, musiał pisać lewą ręką.

## Metropolita Szeptycki podczas II wojny światowej

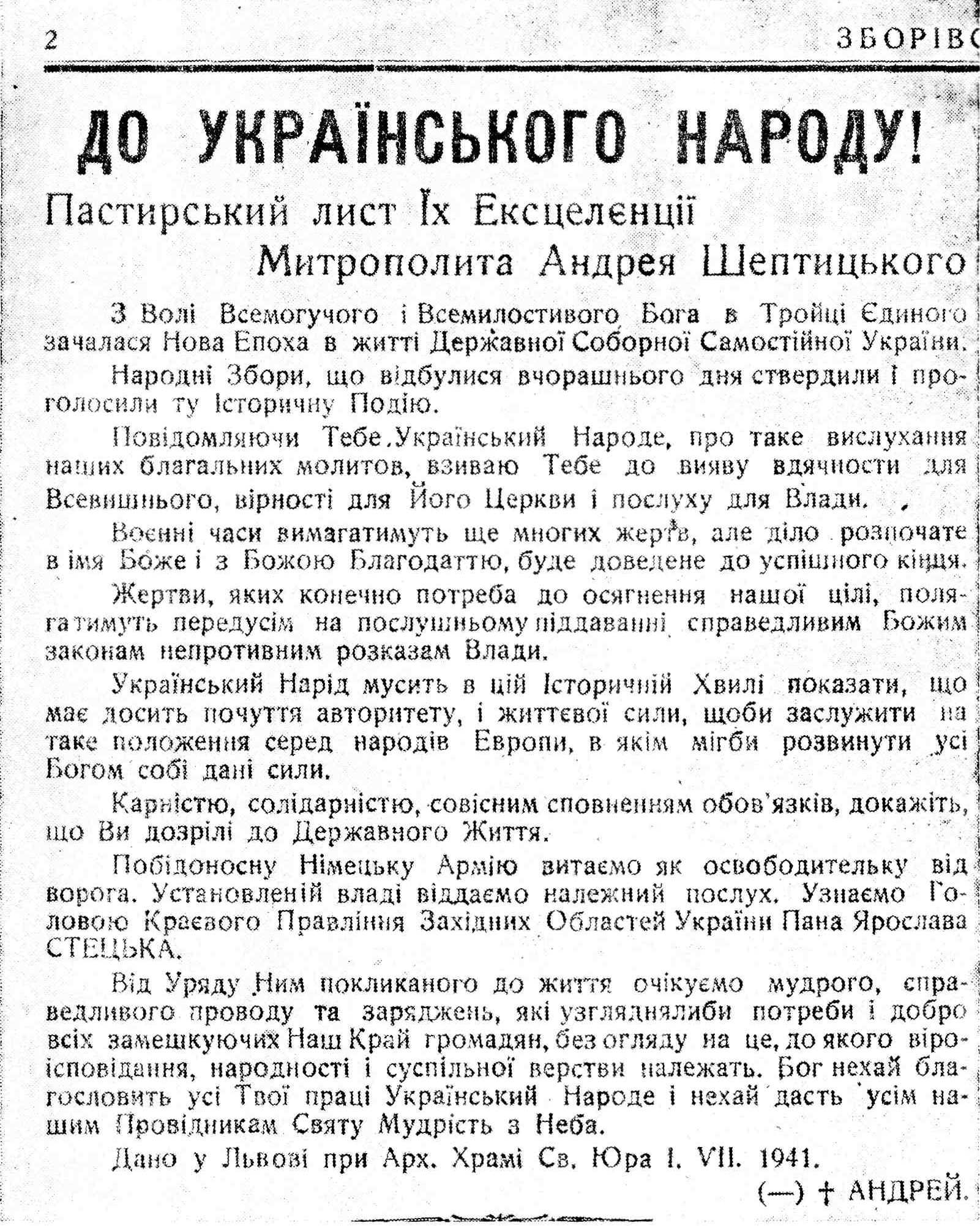
List pasterski abp. Andrzeja Szeptyckiego z 1 VII 1941

Latem 1939, podczas rekolekcji dla proboszczów greckokatolickich we Lwowie, nawoływał do podjęcia przeciwdziałań wobec agitacji prohitlerowskiej wśród ludności ukraińskiej. Po pakcie Ribbentrop-Mołotow, w przededniu agresji III Rzeszy na Polskę metropolita Szeptycki zapoczątkował akcję, której celem było niedopuszczenie do antypolskich wystąpień i doradzał społeczności ukraińskiej życzliwą neutralność wobec Polski. Świadectwem publicznie zajętego stanowiska metropolity jest list pasterski Do duchowieństwa z 1 września 1939, w którym szczególną uwagę poświęcił młodzieży: 

Nie pozwólcie nakłonić się do żadnych aktów sprzeciwu bądź nieposłuszeństwa wobec władzy, zachowajcie równowagę i spokój, jedność i zgodę, we wszystkim kierujcie się rozumem umocnionym przez wiarę.

W związku z wypadkami sabotażu ukraińskiego dowódca DOK-Lwów gen. Władysław Langner 5 września 1939 zwrócił się do metropolity z prośbą, ażeby pomógł utrzymać spokój w terenie. Metropolita wydał list pasterski do wiernych, zaznaczając w nim, że Niemcy są wspólnym wrogiem Polaków i Ukraińców.

15 września 1939 na łamach ukraińskiej gazety „Diło” opublikowano wspólne oświadczenie metropolity oraz przewodniczącego UNDO Wasyla Mudrego, które dementowało powszechne we Lwowie pogłoski, jakoby Ukraińcy świadomie szkodzili Wojsku Polskiemu i aktywnie przeciwko niemu występowali: 

Ukraińcy wierni są wezwaniu swego przywództwa i czynnikom władzy państwowej oraz zdrowemu instynktowi samozachowawczemu. W czasach, kiedy panują wyjątkowe prawa wojenne, podczas całego okresu wojny i w dzisiejszych dniach we Lwowie, zachowują się spokojnie i stosownie oraz przyjmują godną postawę wobec wydarzeń historycznych, których rozwiązanie leży w rękach walczących armii państwowych.

Po agresji ZSRR na Polskę i okupacji Lwowa przez Armię Czerwoną (23 września 1939), Szeptycki oficjalnie zalecił kapłanom współpracę z nową władzą, choć odnosił się do niej zdecydowanie negatywnie. Po informacji o agresji sowieckiej, 17 września 1939 powołał tajnie: Mykołę Czarneckiego, Klemensa Szeptyckiego, Josyfa Slipego jako egzarchów do prowadzenia akcji misyjnej w ZSRR. Już pod okupacją sowiecką, korzystając ze specjalnych uprawnień udzielonych przez papieża, w grudniu 1939 potajemnie wyświęcił na biskupa Josyfa Slipego i za zgodą Piusa XII wyznaczył go na koadiutora. We wrześniu 1940 mianował tajnie Antoniego Niemancewycza egzarchą dla Białorusi.
Po ataku III Rzeszy na ZSRR i zajęciu Lwowa przez Wehrmacht napisał list powitalny, w którym dziękował za wyzwolenie spod bolszewickiego jarzma. Poparł wraz z biskupem Hryhoryjem Chomyszynem ogłoszony 30 czerwca 1941 akt niepodległości Ukrainy, opublikował potępienie „nieludzkiego i niehumanitarnego... ateistycznego Związku Radzieckiego”. W czasie okupacji niemieckiej, podobnie jak uprzednio – do czerwca 1941 – w czasie okupacji sowieckiej – wobec braku prymasa Polski i nuncjusza apostolskiego, metropolita Szeptycki, prowadził samodzielną politykę wobec władz okupacyjnych, kontaktując się także bezpośrednio z episkopatem Niemiec. Dzięki temu w dystrykcie Galicja Ukraińcy byli relatywnie uprzywilejowani; istniały np. greckokatolickie seminaria duchowne i Akademia Teologiczna (podczas gdy polskie były w tym czasie zamknięte). 22 lipca 1941 w imieniu swoim i narodu ukraińskiego skierował do Hitlera własnoręcznie podpisaną deklarację chęci uczestnictwa w budowaniu „nowego porządku w Europie”. Po zdobyciu przez Wehrmacht Kijowa wysłał do Hitlera list z gratulacjami.

Andrzej Szeptycki był przeciwnikiem obu ideologii totalitarnych: komunizmu i niemieckiego narodowego socjalizmu, realizowanych w praktyce wobec społeczeństwa II Rzeczypospolitej po agresji III Rzeszy i ZSRR przez obu okupantów – ZSRR i III Rzeszę. W liście z 29 sierpnia 1942 do papieża Piusa XII metropolita Szeptycki pisał: 

Po uwolnieniu przez armię niemiecką spod jarzma bolszewickiego odczuliśmy z tego powodu pewną ulgę, która jednak nie trwała dłużej niż jeden czy dwa miesiące. Stopniowo rząd wprowadził doprawdy niepojęty reżim terroru i korupcji [...]. Dziś cały kraj jest zgodny co do tego, że władza niemiecka jest zła, prawie diabelska, i w stopniu jeszcze wyższym niż władza bolszewicka”. I dalej: „Nieopisanej demoralizacji [...] ulegają ludzie prości i słabi. Uczą się oni złodziejstwa i zbrodni ludobójstwa; tracą poczucie sprawiedliwości i człowieczeństwa. W listach pasterskich, oczywiście konfiskowanych, protestowałem przeciw ludobójstwu [...]. Ogłosiłem, że zabójstwo człowieka podlega ekskomunice, zastrzeżonej dla Ordynariusza.

### Pomoc Żydom w czasie Holocaustu
Gdy Szeptycki zorientował się, że Niemcy wykorzystują policję ukraińską do niszczenia ludności żydowskiej, napisał list protestacyjny w tej sprawie do Himmlera. Wydał też polecenie, aby w klasztorach greckokatolickich i w pobliżu katedry św. Jura ukrywać Żydów. Koordynowaniem tej działalności zajął się jego brat Klemens. Dzięki jego pomocy wojnę przeżyli m.in. Lili Pohlmann z matką, Adam Daniel Rotfeld, Dawid Kahane z rodziną, dwaj synowie bliskiego przyjaciela metropolity – rabina w synagodze postępowej (Tempel) we Lwowie Jecheskiela Lewina, zamordowanego przez Niemców 1 lipca 1941, dwaj synowie rabina Katowic Kalmana Chameidesa. Oprócz tego przy współpracy swego brata Klemensa, ówcześnie ihumena klasztoru studytów w Uniowie, zorganizował w oparciu o klasztory bazylianów, studytów i studytek całą sieć pomocy Żydom, dzięki której uratowano co najmniej kilkaset osób. Występował również otwarcie w obronie Żydów w liście do Heinricha Himmlera z lutego 1942 i podczas wizyty gubernatora dystryktu galicyjskiego Ottona von Wächtera na początku 1943. Szeptycki uważał Holocaust za barbarzyństwo. Zabraniał wiernym pomagać Niemcom w mordowaniu Żydów. Dziennikarze izraelskiego dziennika Ha-Arec we wrześniu 2005 nazwali Szeptyckiego ukraińskim Schindlerem. Na wniosek ocalonych z Holocaustu przez metropolitę, w Izraelu wznowiono postępowanie z wniosku Dawida Kahane w sprawie przyznania Andrzejowi Szeptyckiemu medalu Sprawiedliwy wśród Narodów Świata.

### Stosunek do 14 Dywizji Grenadierów SS i UPA
W 1943 Niemcy w ramach Waffen-SS utworzyli 14 Dywizję Grenadierów SS rekrutowaną z ochotników ukraińskich. Biskupi greckokatoliccy Josyf Slipyj i Nikita Budka odprawili mszę dla żołnierzy dywizji. Do dywizji Szeptycki delegował kapelanów greckokatolickich, aby wzmóc działalność duszpasterską oraz przeciwdziałać zdemoralizowaniu wiernych, co jednak zdaniem Andrzeja Zięby, nie przyniosło żadnego skutku. Sam Szeptycki jednak, mimo namów, nie napisał listu do młodzieży ukraińskiej, który wzywałby ją do wstępowania w szeregi tej dywizji. Nie potępił także tych, którzy do niej wstąpili.
Podobny stosunek miał metropolita do UPA – ani jej nie potępiał, ani nie popierał. Na czele archidiecezji lwowskiej, obejmującej tereny Małopolski Wschodniej, stał od 1923 arcybiskup metropolita Bolesław Twardowski. Zwracał się on wielokrotnie do arcybiskupa metropolity Szeptyckiego z prośbami o powstrzymanie zbrodni. 30 lipca 1943, w obliczu kulminacji wydarzeń rzezi wołyńskiej, arcybiskup Twardowski skierował list do metropolity Szeptyckiego z prośbą o zapobieżenie podobnym wypadkom w Galicji. List ten zapoczątkował wymianę korespondencji między obu hierarchami, trwającą do 8 marca 1944. Arcybiskup Szeptycki opublikował dwa listy pasterskie do wiernych i duchowieństwa (Nie zabijaj z 21 XI 1942 i Posłanie do duchowieństwa i wiernych greckokatolickiej archidiecezji lwowskiej z 10 VIII 1943, a także w końcu 1943 specjalny list pasterski Mir o Hospodi (Pro wbiwannja swiaszczennikiw) w sprawie mordów na kapłanach), ale w listach do abp. Twardowskiego twierdził, że eksterminację Polaków poprzedziły: [...] bardzo liczne zabójstwa Ukraińców tylko dlatego, że byli Ukraińcami na Wołyniu, Lubelszczyźnie, Chełmszczyźnie i w okolicach Leżajska. Ponadto wskazywał on, że mordy na Polakach to również dzieło band dezerterów i porachunków. Zdaniem ks. prof. Józefa Mareckiego podobne zarzuty niemające potwierdzenia w faktach wskazywały na głęboką niewiedzę bądź cynizm Szeptyckiego.
Arcybiskup Szeptycki uważał również, że powinien być wystosowany wspólny apel hierarchów do wszystkich wiernych obu obrządków o zapobieżenie przelewowi krwi, co ostatecznie nie nastąpiło.
Na terenie Wołynia grekokatolicy byli zaś nieznaczącą mniejszością – 11 100 wiernych (0,5% w 1931), Kościół greckokatolicki zgodnie z konkordatem z 1925 nie miał struktur parafialnych, a dla dominujących tam wyznawców prawosławia metropolita greckokatolicki nie był rozstrzygającym autorytetem duchowym, jako hierarcha innego wyznania i nie miał nawet możliwości dotarcia do nich z bezpośrednim przesłaniem wobec braku sieci parafii greckokatolickich. Stanowisko zajęte przez abp. Szeptyckiego zniechęciło w marcu 1944 metropolitę Twardowskiego do kontynuacji wymiany listów. Nie oznaczało to zaprzestania kontaktów między sędziwymi hierarchami.

### Metropolita Szeptycki wobec drugiej okupacji sowieckiej
Armia Czerwona wkroczyła ponownie do Lwowa 27 lipca 1944. W październiku 1944 pod nazwiskiem Szeptyckiego opublikowano list do Stalina z gratulacjami i podziękowaniem za przyłączenie ziem zachodnio-ukraińskich do Wielkiej Ukrainy. W opinii Andrzeja Zięby abp Szeptycki chciał iść na ugodę, żeby nie dopuścić do administracyjnej likwidacji struktury Kościoła greckokatolickiego przez władze państwowe ZSRR (co nastąpiło w przeciągu półtora roku od jego śmierci) i masowych represji policyjnych NKWD z tym związanych, albo też list jest mistyfikacją – falsyfikatem opublikowanym bez wiedzy metropolity, wobec stanu jego zdrowia, tuż przed jego śmiercią.

## Śmierć i pogrzeb
Zmarł 1 listopada 1944, w 79. roku życia. Po modlitwach greckokatolickich w katedrze Świętego Jura o. Dionizy Kajetanowicz odprawił uroczystości żałobne w obrządku ormiańskokatolickim. Następnie arcybiskup metropolita Bolesław Twardowski i biskup Eugeniusz Baziak koncelebrowali recytowaną mszę świętą w obrządku łacińskim i Requiem przy katafalku zmarłego. Po mszy trumnę wyniesiono przed katedrę i przemówienie pożegnalne wygłosił arcybiskup Josyf Slipyj. Kondukt pogrzebowy, w którym uczestniczyły tysiące ludzi, przeszedł ulicami Lwowa w asyście kompanii honorowej Armii Czerwonej i powrócił do katedry św. Jura. Trumnę złożono w podziemnej krypcie archikatedry św. Jura we Lwowie, tradycyjnym miejscu pochówku lwowskich arcybiskupów greckokatolickich.

## Odznaczenia
- Krzyż Wielki Orderu Leopolda (1917)[62]
- Order Korony Żelaznej I klasy (1914)[14]
- W 1917 został wybity medal upamiętniający Andrzeja Szeptyckiego, zaprojektowany przez P. Tereszczuka[63].

## Losy cerkwi greckokatolickiej po śmierci Andrzeja Szeptyckiego

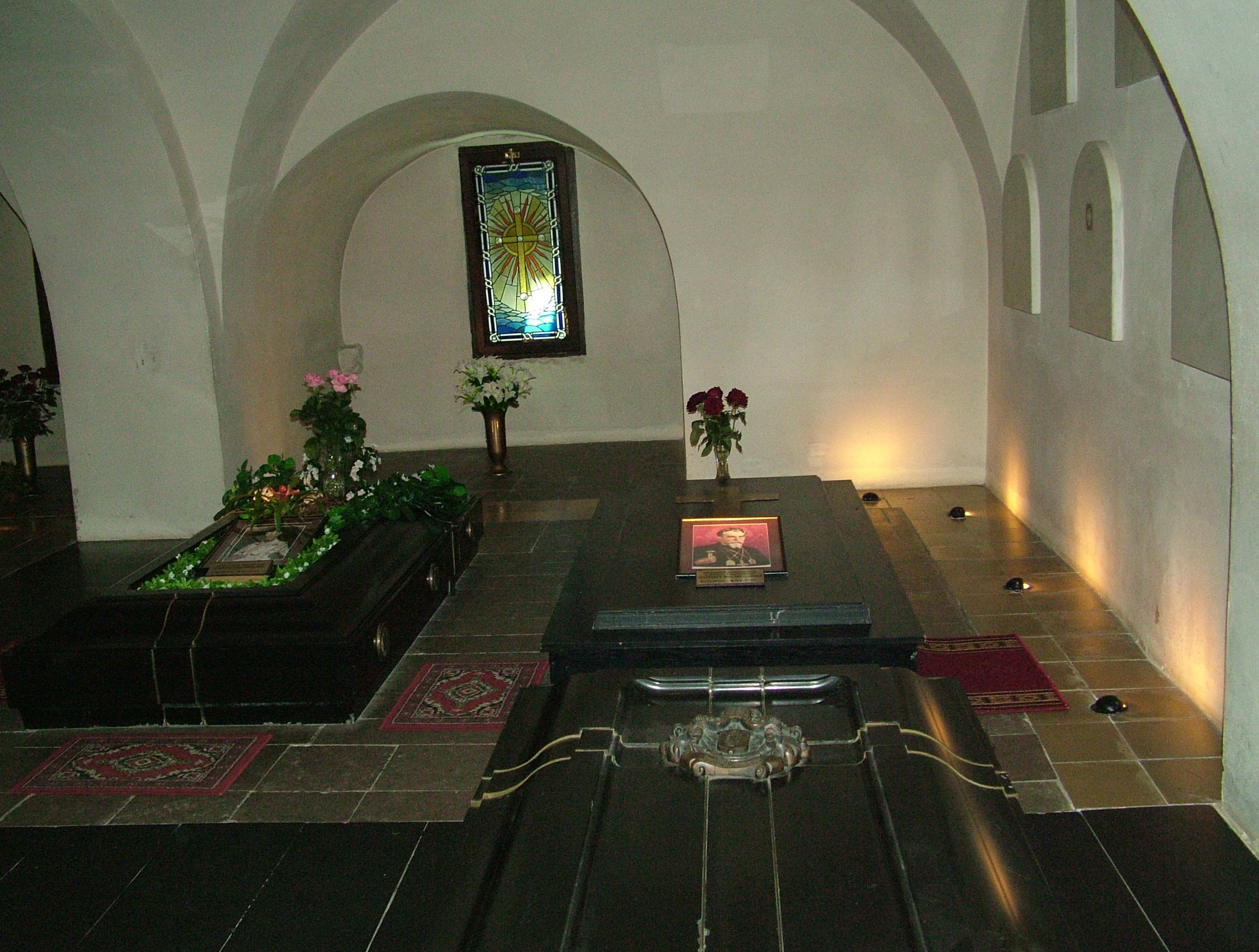
Krypta soboru św. Jura, grób A. Szeptyckiego (po lewej stronie)

Arcybiskupstwo po Szeptyckim objął Josyf Slipyj, aresztowany przez NKWD już 11 kwietnia 1945. Tego samego dnia aresztowani zostali również biskupi: Nikita Budka (biskup pomocniczy archidiecezji lwowskiej), Hryhoryj Chomyszyn (biskup diecezji stanisławowskiej), Mykoła Czarnecki (apostolski wizytator Kościoła katolickiego obrządku bizantyjsko-słowiańskiego), Iwan Latyszewski (biskup sufragan stanisławowski), a także Wasyl Wełyczkowski, ihumen klasztoru w Tarnopolu i inni wysocy rangą duchowni. W pałacu arcybiskupim i katedrze św. Jura NKWD przeprowadziło rewizje. Aresztowani zostali wszyscy członkowie Episkopatu greckokatolickiego – „skazani” następnie przez NKWD na więzienie i długoletnią pracę przymusową w łagrach. NKWD aresztowało również ponad 800 z 2 300 księży greckokatolickich, „skazując” ich standardowo na 10 lat łagru. 1.105 księży zgodziło się w tej sytuacji formalnie przejść na prawosławie.
Trwający w dniach 8–10 marca 1946 „sobór” zwolenników likwidacji Cerkwi greckokatolickiej – nieuznany przez Watykan, gdyż zwołany przez stalinowskie władze – zniósł unię z Rzymem i przyłączył formalnie Kościół katolicki obrządku bizantyjsko-ukraińskiego do Rosyjskiego Kościoła Prawosławnego. W „pseudosoborze lwowskim” nie wziął udziału żaden biskup, jego uczestnikami byli podrzędni duchowni i agenci NKWD. 26/27 czerwca 1946 zostali aresztowani w Przemyślu przez Urząd Bezpieczeństwa biskupi: Jozafat Kocyłowski (biskup przemyski) i Hryhorij Łakota (biskup sufragan przemyski). Zostali przekazani NKWD we Lwowie, wywiezieni do Kijowa i – po odmowie przejścia na prawosławie – skazani na 10 lat łagru.
W latach 1946–1990 Kościół greckokatolicki był największą podziemną organizacją religijną w ZSRR, udzielającą wbrew sowieckim władzom sakramentów i nauczającą potajemnie religii. W katedrze łacińskiej we Lwowie o. Rafał Kiernicki udzielał sakramentów wiernym Kościoła greckokatolickiego. Samizdatowe pismo Kościoła greckokatolickiego Віра Батьків (Wira Bat’kiw) (pol. Wiara ojców) redagował i wydawał Teodozjusz Starak, po uzyskaniu niepodległości przez Ukrainę pierwszy poseł Ukrainy w Polsce.
Ukraińska Cerkiew Greckokatolicka odrodziła się oficjalnie w 1990, a pełną działalność podjęła po powrocie z emigracji na Ukrainę kardynała Myrosława Lubacziwskiego (31 marca 1991), zwierzchnika Cerkwi od śmierci abp Josyfa Slipego, i po ogłoszeniu aktu niepodległości Ukrainy.

## Współcześnie

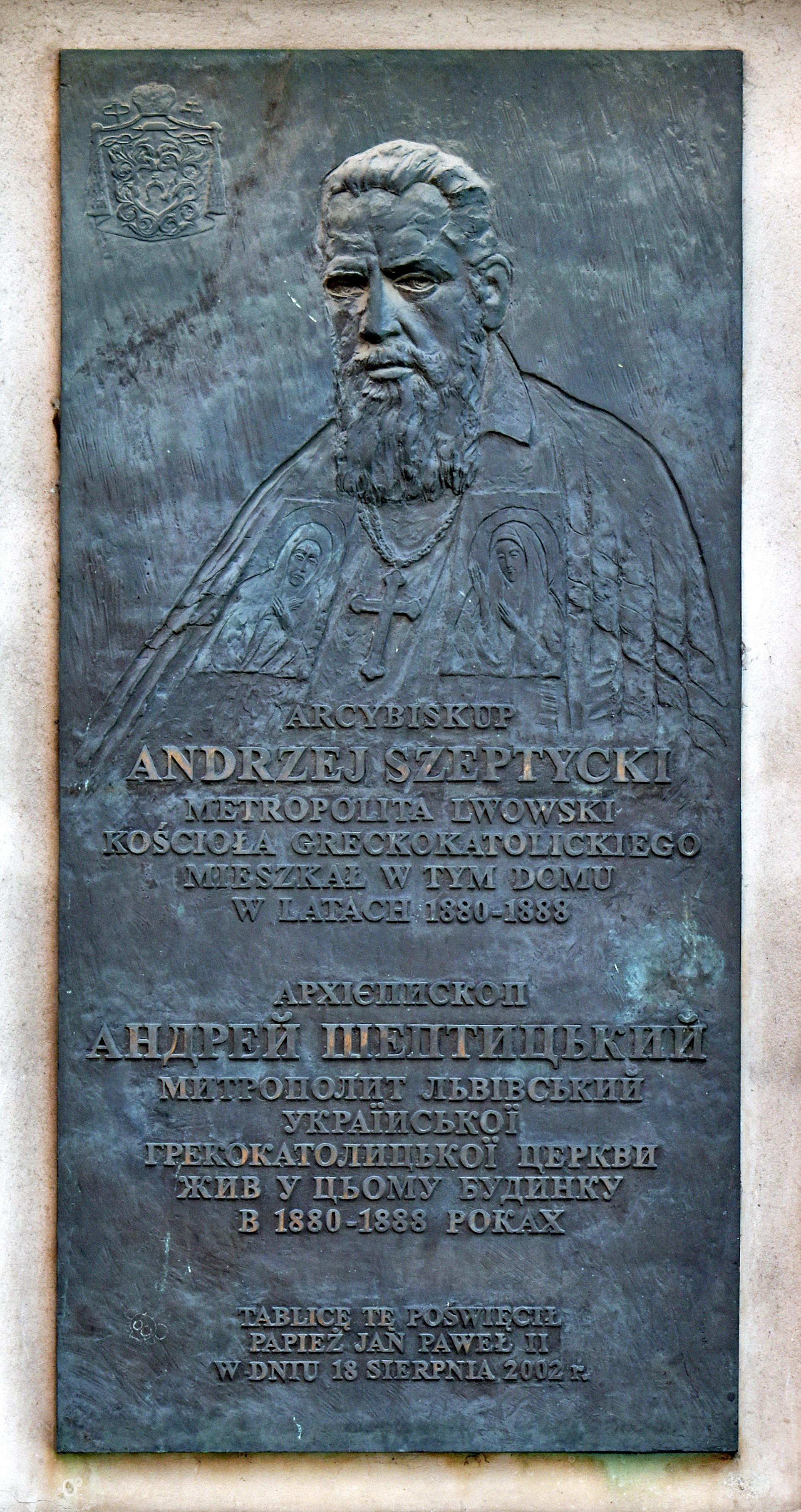
Tablica pamiątkowa na ścianie pałacu Wodzickich przy ul. św. Jana 11 w Krakowie, w którym mieszkał Andrzej Szeptycki

W dniach 22–24 czerwca 1990 w Krakowie prof. Ryszard Łużny i dr Andrzej Zięba pod auspicjami Komisji Słowianoznawstwa Polskiej Akademii Nauk zorganizowali międzynarodową konferencję „Metropolita Andrzej Szeptycki a kultura duchowa narodów Europy Środkowo-Wschodniej”. Konferencja zgromadziła 31 referentów, w tym 17 z Polski, 5 z USA, 4 z Ukrainy, 3 z Włoch oraz po 1 z Kanady i Niemiec.
W 2008 wszedł na ekrany ukraińskich i polskich kin film ukraińskiego reżysera Ołesia Janczuka pod tytułem „Metropolit Andrej” – historyczny obraz życia Andrzeja Szeptyckiego. Produkcja jest finansowana prawie w całości ze środków państwowych.
W 2009 odbyła się w Krakowie druga konferencja na temat Andrzeja Szeptyckiego.
29 lipca 2015, w stupięćdziesiątą rocznicę urodzin Andrzeja Szeptyckiego, na placu przy archikatedrze Świętego Jura we Lwowie, z udziałem prezydenta Ukrainy Petra Poroszenki odsłonięto pomnik metropolity.

## Proces beatyfikacyjny Andrzeja Szeptyckiego
Dwukrotnie, w 1958 i 1962 r., podejmowano starania o beatyfikację Andrzeja Szeptyckiego, jednak Watykan odrzucił te wnioski. Proces beatyfikacji metropolity Szeptyckiego został wówczas dwukrotnie zablokowany przez kardynała Stefana Wyszyńskiego. Parę lat temu archidiecezja lwowska zakończyła przygotowanie nowego wniosku beatyfikacyjnego i przesłała go do Watykanu.
Obecnie trwa kolejny jego proces beatyfikacyjny. Wyniesieniu biskupa Szeptyckiego na ołtarze ostro sprzeciwiają się polskie środowiska kresowe, skupione wokół księdza Tadeusza Isakowicza-Zaleskiego.
Jan Paweł II wypowiedział się o osobie abp. metropolity Andrzeja Szeptyckiego i jego beatyfikacji w homilii wygłoszonej 27 czerwca 2001 na hipodromie we Lwowie podczas mszy świętej, połączonej z beatyfikacjami męczenników Kościoła katolickiego obrządku bizantyjsko-ukraińskiego, odprawionej w obrządku bizantyjsko-ukraińskim, następująco:

Jak moglibyśmy nie wspomnieć dalekowzrocznej i gruntownej działalności pasterskiej Sługi Bożego, metropolity Andrzeja Szeptyckiego, którego proces beatyfikacyjny posuwa się do przodu i którego mamy nadzieję oglądać pewnego dnia w chwale świętych? Trzeba tu odnieść się do jego bohaterskiej działalności apostolskiej, jeśli chcemy zrozumieć niewytłumaczalną po ludzku płodność Kościoła greckokatolickiego na Ukrainie w ciemnych latach prześladowań.

16 lipca 2015 papież Franciszek w czasie audiencji, udzielonej prefektowi Kongregacji Spraw Kanonizacyjnych kard. Angelo Amato zatwierdził dekret o heroiczności cnót Sługi Bożego Andrzeja Szeptyckiego.